# Stereohypnum simorrhynchum
Stereohypnum simorrhynchum là một loài Rêu trong họ Hypnaceae. Loài này được (Hampe) M. Fleisch. mô tả khoa học đầu tiên năm 1908.